# Bo Goldman
Pour les articles homonymes, voir Goldman.
Bo Goldman, né le 10 septembre 1932 à New York (État de New York) et mort le 25 juillet 2023 à Helendale (Californie), est un scénariste et dramaturge américain.

## Filmographie
- 1975 : Vol au-dessus d'un nid de coucou de Miloš Forman
- 1980 : Melvin and Howard de Jonathan Demme
- 1980 : The Rose de Mark Rydell
- 1982 : L'Usure du temps d'Alan Parker
- 1984 : Le Kid de la plage (The Flamingo Kid), de Garry Marshall
- 1988 : Little Nikita de Richard Benjamin
- 1993 : Le Temps d'un week-end de Martin Brest
- 1996 : City Hall de Harold Becker
- 1998 : Rencontre avec Joe Black de Martin Brest

## Récompenses principales
1976 :
- Golden Globe du meilleur scénario pour Vol au-dessus d'un nid de coucou (avec Lawrence Hauben).
- Oscar du meilleur scénario adapté pour Vol au-dessus d'un nid de coucou (avec Lawrence Hauben).

1981 :
- Oscar du meilleur scénario original pour Melvin and Howard.

1993 :
- Golden Globe du meilleur scénario pour Le Temps d'un week-end.